# Baebang (métro de Séoul)
Baebang (en coréen : 배방역) est une station de la ligne 1 (Ligne Janghang) du métro de Séoul. Elle est située sur le territoire de la ville d' Asan, au sud de Séoul en Corée du Sud.

## Situation sur le réseau

Plan du réseau (2023)

## Services aux voyageurs

### Desserte

Installations
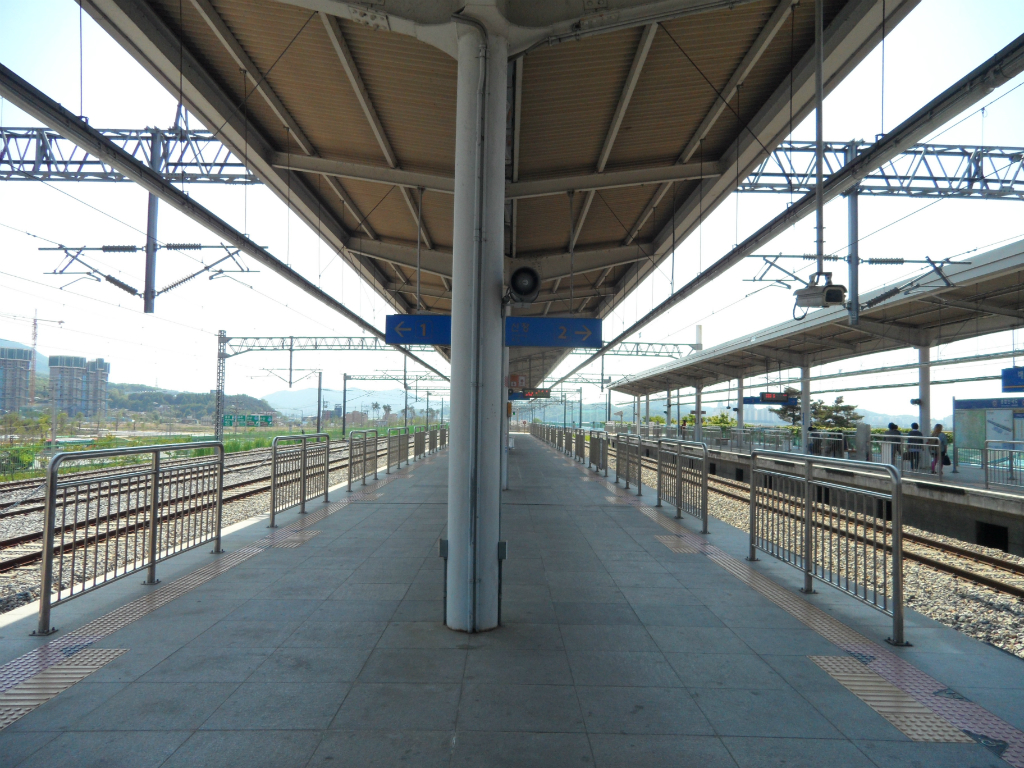
En 2014.
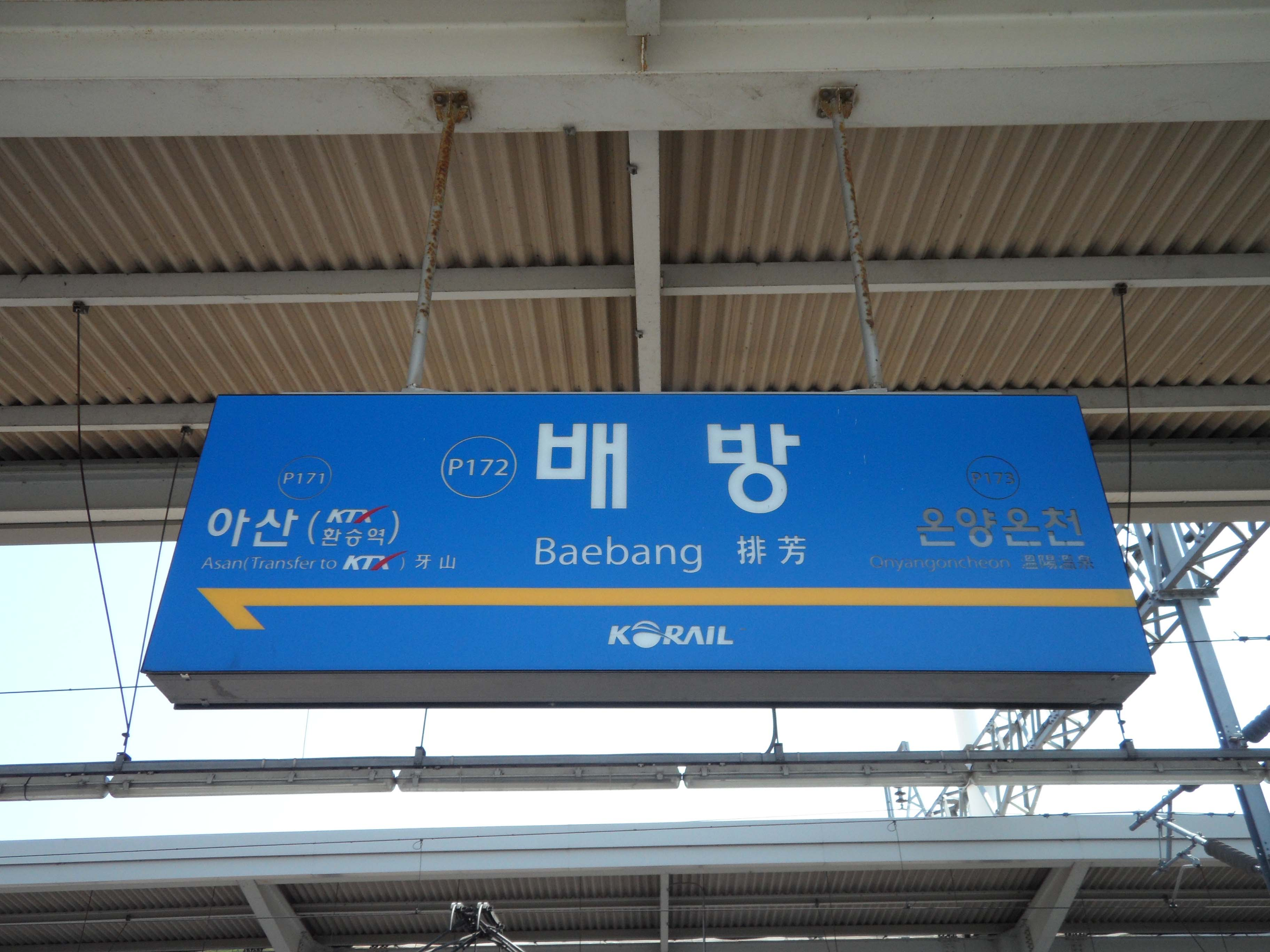
En 2014.